# アイドルデスゲームTV
『アイドルデスゲームTV』（IDOL DEATH GAME TV）は、ウィッチクラフトが開発し、ディースリー・パブリッシャーより2016年10月20日に発売されたPlayStation Vita用ゲームソフト。公式サイトではアイデスTVの呼称も用いられている。
ディースリー・パブリッシャーの「ニューアイドルプロジェクト」として発表された。文字通り生死をかけたアイドル達のセンター争いが描かれる。

## システム
探索
館を探索し、アイテム収集や他アイドルとの接触を行う。
ドリームコイン
審査の受注や、アイテムの購入に必要な通貨。
バクロワイヤル
他アイドルと1対1で相手のスキャンダルを暴きあう。
ココロワイヤル
D.o.D編のみ選択可能。
他アイドルと1対1で相手のスキャンダルを暴き合い、他アイドルと協力し、D.o.Dの真相に迫る。

審査
ドリパクによって課せられる審査。以下の審査がある。
DREAM☆運試し
ドリームコインで数字入りのボールを買い、ルーレットで所持ボールの数字が当たれば合格。
DREAM☆ダンス審査
DREAM☆演技力審査
3回のアピールにより、アピールポイントを規定値よりも上回れば合格。アピールには、成功率が高いが獲得ポイントが低い「N」と、成功率が低いが獲得ポイントが高い「G」が存在する。
DREAM☆魅力投票
残っているアイドル同士で投票を行い、その結果により脱落者を決定する。前半と後半に分かれており、前半は獲得票の低かったアイドルが脱落し、後半は獲得票の高かったアイドルが脱落する。同票1位が出た場合は、その時の獲得ファン数の低かった方が脱落する。
DREAM☆歌合戦
ダンス審査・演技力審査と同様のルールで行う決勝戦。アピール回数は5回で、結果によりファンの数が増減する。最終的なファンの数が相手よりも多ければ勝利となる。
デスライブ
審査の敗者に課せられる、アイドル自身の持ち歌が流れる中で行われる処刑。成功すれば敗者復活を謳っているものの、成功と判定されても理不尽な展開でアイドル自身が死亡するものが殆ど。

## ストーリー
アイドルグループ、プロジェクト47のメンバーによるセンター争いイベント、ドリーム・オブ・ドリーム（D.o.D）。
すでに過去に9回開催されていたが、10回の節目となる今回は、あまりにも違いすぎていた…。異様な流れの中、洋館で開催される。
始まったセンター争い、勝者にはセンターの座が手に入るが、敗者に待つのは死であった…。
物語はまず茅ヶ崎千春の視点から描かれ、6人のアイドルから見た物語と、D.o.Dの真相に迫る「D.o.D編」からなるアイドル達のデスデーム。
センター権を手に入れるのは誰か、いま死闘が始まる...

## 登場人物
本作では下記のアイドルから1人を主人公として選ぶ。但し、初プレイでは「茅ヶ崎 千春」編しか選べず、彼女でクリアすると他のアイドルを主人公にしたプレイが解禁される。
また、キャラごとに相手からどう思われているかの「好感度」の初期値が大きく違い、誰と仲が良いか、悪いかが細かく設定されている。

### チーム・ハッピー
プロジェクト47の関東出身メンバーによるチーム。
茅ヶ崎 千春（ちがさき ちはる）
声 - 上間江望
神奈川出身 / 4月5日生まれ / O型 / 身長155cm / スリーサイズ：B83 W57 H85
チーム・ハッピー10期生。Dランキング5位。キャッチコピーは「いまどきの正統派！」。ドリパクから付けられたキャッチコピーは「偽りだらけの幸福」。デスライブを目の当たりにしても他のメンバーを励ますなどする心優しい性格。他のチーム・ハッピーのメンバーとも仲が良いが、天王寺彩夏からはライバル心を向けられている。
その正体は大資産家である本庄家の一人娘「本庄さくら」で、生後半年の頃に現在の父である茅ヶ崎功児によって誘拐され、本庄夫妻は身代金を届けようとしたときにひき逃げに遭って死亡した。それを哀れに思った功児は情が移ってしまったこともあり、彼女を引き取って育てることにし、「茅ヶ崎千春」として出生届を提出した。そのため、茅ヶ崎功児の実子であり、妹として一緒に育てられた希（のぞみ）とは顔が全く似ていない。また、功児と親子喧嘩をした際は大変に落ち込ませてしまった。
蒲田 真理子（かまた まりこ）
声 - 浅倉杏美
東京出身 / 12月19日生まれ / A型 / 身長169cm / スリーサイズ：B91 W60 H89
チーム・ハッピー1期生で、リーダー。Dランキング88位。キャッチコピーは「祝福の女神」。ドリパクから付けられたキャッチコピーは「崖っぷちまであと1ミリ」。
第8回「D.o.D.」から本名の「蒲田真理子」に戻した。アイドルとしてのキャリアは10年以上。アイドルとしての旬も過ぎ去り、人気も低迷している自分がD.o.D.に選ばれたことを疑問に思っている。千春としらせがセンター権を獲れるよう、最大限サポートする。
なお、本作発売前に行われた『電撃オンライン』誌の「アイドルデスゲームTV・アイドル総選挙」では、設定とは裏腹に1位を獲得。それに伴い特別描き下ろしイラストとソロ曲が無料配信された。
筑波 しらせ（つくば しらせ）
声 - 久保ユリカ
茨城出身 / 3月17日生まれ / AB型 / 身長149cm / スリーサイズ：B75 W55 H82
チーム・ハッピー10期生。Dランキング15位。キャッチコピーは「幸せ天使」。ドリパクから付けられたキャッチコピーは「復讐するは我にあり」。小さく可愛らしい外見で、明るい性格。妹系アイドルで、歯に衣着せぬぶっちゃけトークが好評。千春と真理子とは特に仲が良く、「ちは姉」「まり姉」と呼ぶ。しかし、チーム・スマイルのメンバーに対してはあからさまに敵意を向ける。
その正体は、元チーム・スマイル9期生の「白浜 ふじみ（しらはま ふじみ）」。施設から出た彼女は芸能界で生きていこうと、「プロジェクト47」のオーディションを受け合格。チーム・スマイル所属となった。そこで烏丸理都から髪型が彩夏と被っているからと髪の毛を切られたり、衣装をぼろぼろにされたりと陰湿ないじめを受けた。
チーム・スマイル脱退後は、「スマイルキラー」として理都の取り巻きだった尼崎と大津のスキャンダルを暴露し、引退させた。整形をし、左利きを矯正し、「筑波しらせ」として「プロジェクト47」のオーディションを受け直した。ロケ弁当に蜘蛛を入れられたので、蜘蛛が嫌い。

### チーム・スマイル
プロジェクト47の関西出身メンバーによるチーム。
天王寺 彩夏（てんのうじ あやか）
声 - 芹澤優
大阪出身 / 7月23日生まれ / B型 / 身長156cm / スリーサイズ：B80 W57 H85
チーム・スマイル9期生。Dランキング6位。キャッチコピーは「最高の笑顔」。ドリパクから付けられたキャッチコピーは「存在☆詐欺」。チーム・スマイルのリーダーを務めている。昨年度(第9回)のD.o.Dで準優勝にとどまったため、今回でのリベンジに燃えている。デビューイヤーにもかかわらず、Dランキングで負けた千春にライバル心がある。「てんあや」の愛称で親しまれている。
実は、「白浜ふじみ」の脱退について自分に原因があると思い悩んでスランプに陥っていた。彼女のいじめについては何も知らなかった。
烏丸 理都（からすま りと）
声 - 西明日香
京都出身 / 6月8日生まれ / A型 / 身長156cm / スリーサイズ：B87 W56 H86
チーム・スマイル9期生。Dランキング43位。キャッチコピーは「古都のはにかみ」。ドリパクから付けられたキャッチコピーは「偏狂の崇拝者」。京都弁が特徴。彩夏のことを「あやちゃん」と呼んで心から信頼しており、彩夏をセンターにするためなら自分は脱落していいとさえ思っている。
その想いは暴走と言って良い程に度が過ぎており、彩夏に対し恋愛感情も抱いている。彩夏のために「スパイダー」として数々の違法行為に手を染めており、気に入らないアイドルに対していじめを仕掛けることにも躊躇はしない、危険な性格の持ち主。

### チーム・パッション
プロジェクト47の九州出身メンバーによるチーム。
諫早 れん（いさはや れん）
声 - M・A・O
長崎出身 / 9月20日生まれ / A型 / 身長159cm / スリーサイズ：B83 W56 H85
チーム・パッション6期生。Dランキング2位。キャッチコピーは「D.o.Dクラッシャー」。ドリパクから付けられたキャッチコピーは「血塗られた宿命」。過去3年のD.o.Dで優勝しているが、いずれの回も何故かセンター権は辞退している。空手が特技であり、黒帯の腕前。また自分はアイドルではなく、アーティストであると宣言している。
実は、レコード売り上げランキング20週連続1位を記録した伝説の歌手「久慈 明子（くじ あきこ）」を母に持ち、過酷な労働を強いて母親を過労死に追いやった芸能界を恨んでいた。アイドル活動を続けているのも、母親の復讐のためであり、前述の3年連続センター権辞退もその一環である。

### チーム・ライジング
プロジェクト47の北海道・東北出身メンバーによるチーム。
旭川 姫（あさひかわ ひめ）
声 - 立花理香
北海道出身 / 2月9日生まれ / B型 / 身長164cm / スリーサイズ：B86 W57 H86
チーム・ライジング10期生。Dランキング1位。キャッチコピーは「一万年に一度の美少女」。ドリパクから付けられたキャッチコピーは「冷血なる怪物」。今年デビューしたにもかかわらず、Dランキング1位を獲得したことから、注目を浴びている。自分を愛する者すべてに対して、平等に自分から愛を与えるべきという信条を持っている。その信条によって、恋愛禁止にもかかわらず複数人の恋人を作ることがある。

### その他
ドリパク
声 - 山口勝平
バクの着ぐるみの姿をしたD.o.D司会。務めて明るく司会進行をするが、警告をしたりするときなどはドスの効いた口調になる。
番組のスタッフや局の関係者を操る謎の力をもっている。(ドリパク自身は相手の夢につけ込んでいると言っている)

## 用語
プロジェクト47
トップアイドルグループ。47都道府県、7つの地域毎によって構成されたアイドルプロジェクト。メンバーは200名を越える。創立から10年経っており、1年ごとに1期のメンバーを募集し、現時点では10期生が最新メンバー。
チーム・ハッピー
関東出身者によって構成されている。関東出身であるため、媒体露出が最も多く、Dランキングでも上位者が多い。コンセプトは「幸せ」。
チーム・スマイル
関西出身者によって構成されている。チーム・ハッピーとは何かと比較され、ライバルとして周知されている。コンセプトは「笑顔」。
チーム・パッション
九州出身者によって構成されている。D.o.D3連覇を達成している諫早れんの人気によってライブは常にプラチナチケットとなっている。コンセプトは「情熱」。
チーム・ライジング
北海道、東北出身者によって構成されている。チームとしては安定した人気を保っていたが、スーパールーキー・旭川姫の加入により、今年後半のライブ動員数はプロジェクト47の新記録を樹立した。コンセプトは「夜明け」。
作中には未登場だが、上記の4チームの他に「チーム・ラブリー」、「チーム・ヒーリング」、「チーム・ピュア」の3チームが存在する。
D(ドリーム)ランキング
プロジェクト47内でのランキング。ファン投票と運営の採点によって決定し、4ヶ月ごとに更新される。
D.o.D
プロジェクト47最大のライブ、クリスマス・パーフェクトライブのセンターを決める、年に1度のビックイベント。会場やイベント内容は毎年変わる。ゲーム本編は10回目となる。本来は「Dream・of・Dream」の略だが、ドリパクが企画した今回は「Dream・or・Death」の略。
七望館（ななぼうかん）
第十回の会場となった、山奥にある洋館。大正時代に建てられ、当時はホテルとして使われていた。
バクロワイヤル
ドリームコインで購入できるバクロワードを組み合わせて相手のウィークポイントとなるスキャンダルを叩きつけるタイマンバトル。バクロワードの組み合わせのヒントは探索で手に入る。なお、バクロワイヤル中は音声はカットされる。
デスライブ
各審査を脱落したアイドルが受ける、いわゆる罰ゲーム。自分が選んだアイドルがデスライブに立つ場合、その時点でゲームオーバーとなる。デスライブをクリアすれば敗者復活できるらしい。デスライブは1人のアイドルにつき、2、3種類用意されている。
真理子組
蒲田真理子のファンクラブ。結成当初は数百人いたらしいが、現在ではおよそ40人。何故か『その筋の』『濃い』人達ばかりが残っているらしい。長きに渡り応援してくれるありがたい人たちなのだが、真理子本人はその濃さに困惑している。